# Contro tutti
Contro tutti è un romanzo di Tom Clancy, edito in italia dalla Rizzoli romanzo nel 2011.

## Trama
Maxwell Moore, ex Navy SEAL, lavora ormai da anni per la Cia in Medio Oriente per fronteggiare il terrorismo. Dopo una importante operazione fallita in Pakistan, sarà chiamato in patria a formare assieme a Henry Towers (Agenzia Federale per la protezione dei confini nazionali), Gloria Vega (CIA), Thomas Fitzpatrick (DEA), Micheal Ansara (FBI) e David Whittaker (agente speciale dell'ATF) una squadra volta a debellare il cartello messicano di Juàrez e a prevenire un importante attentato terroristico negli Stati Uniti da parte dei talebani. L'operazione riuscirà a smascherare il vero capo del cartello di Juàrez e a catturare i terroristi islamici, non senza molte perdite e comunque senza impedire che l'attentato abbia successo.

## Personaggi

### Personaggi principali
- Maxwell Moore, agente CIA

## Edizioni
- Tom Clancy, Contro tutti, Rizzoli, 2011,  pp. 718, ISBN 978-88-17-05416-4.